# George Călințaru
George Călințaru (sinh ngày 26 tháng 2 năm 1989) là một cầu thủ bóng đá người România thi đấu ở vị trí tiền vệ cho Farul Constanța.